# 뉴럴 디자이너
뉴럴 디자이너(Neural Designer)는 데이터마이닝을 위한 기계 학습 기반의 툴이다. 주요 사용처는 인공지능이다. 뉴럴 디자이너는 오픈 소스 라이브러리 OpenNN에 의해 개발되었다. 뉴럴 디자이너는 GUI 기반으로 되어 데이터 입력이 간편화되고, 결과 해석이 편리한 툴이다.
2014년에 이 프로그램은 저명한 잡지 Predictive Analytics Today로부터 데이터마이닝 분야 최고의 독점소프트웨어 상을 받았다. 그리고, 같은 해 Big Data Analytics Today로부터 인공지능프로젝트에 가장 깊은 인상을 주었음에 선정되었다.
2015년에 뉴럴 디자이너는 European Commission에 의해 ICT 분야에서 Horizon 2020 프로그램을 포함하여 가장 파급력 있는 프로그램으로 선정되었다.

## 기능
뉴럴 디자이너는 예측 분석 소프트웨어다. 딥 러닝 아키텍처를 다층의 비선형 레이어 구현할 수 있고, 회귀분석 문제, 패턴 인식 문제를 풀이하는 유틸리티를 포함하고 있다.
뉴럴 디자이너의 입력 값은 데이터 셋이고, 출력 값은 예측 모델로부터 구해진다. 결과는 어떤 프로그래밍 언어나 시스템에 사용 가능한 수학식으로 표현될 수 있다.

## 비슷한 툴
- 웨카: 머신 러닝과 데이터 마이닝에 관련 된 무료 툴
- 래피드 마이너: 자바로 만들어진 무료 또는 유료 머신 러닝 프레임워크
- KNIME: 무료 또는 유료의 머신 러닝 또는 데이터 마이닝 소프트웨어

## 같이 보기
- 인공지능
- 인공신경망
- 데이터 마이닝
- 딥 러닝
- 기계 학습